# Оленевод (посёлок)
Оленево́д  — посёлок сельского типа в составе Раздольненского сельского поселения Надеждинского района Приморского края.

## История
В статистических сборниках и исторической литературе посёлок Оленевод в числе селений-старожилов не упоминается. Официальной датой основания посёлка считается 1930 год.
Постановлением от 19 февраля 1930 года Президиума Владивостокского окружного исполкома: оленеводческое хозяйство братьев Худяковых, представляющее большую ценность по охвату опытами (всех) отраслей хозяйства, «огосударствить», преобразовав в совхоз и обеспечив сохранение всех производящихся в нём опытных работ.  Под конфискацию в пользу государства попали оленья ферма в 300–500 голов, 393 десятины земли, великолепный сад с плодопитомником, все жилые и хозяйственные постройки, механическая мастерская, домашний скот, трактор, сельхозорудия. Бесследно исчезло интеллектуальное наследие братьев Худяковых –ценные рукописи по оленеводству, чертежи, планы изобретений.
24 июня 1937 года, на базе подсобного хозяйства организовался оленесовхоз «Раздольное». В 1948 году питомник пополнился 130 серебристо-чёрными лисицами, в 1955 году – норками. С 1961 года хозяйство стало именоваться племзверосовхоз «Кедровский». 
В конце 1980-х годов посёлок Оленевод удивлял гостей колесом обозрения. 
В 1990-е годы исчезло колесо обозрения, сданный на металлолом аттракцион, нерентабельными стали питомник и ферма. 

## География
Посёлок расположен в 21 км южнее Уссурийска (по прямой) и примерно в 30 км от северного побережья Амурского залива.
Через посёлок проходит автомобильная дорога Барановский — Хасан.
В посёлке находится станция Оленевод ДВЖД (Барановский — Хасан).

## Население
| 2002 | 2004 | 2005 | 2008 | 2010 |
| ---- | ---- | ---- | ---- | ---- |
| 954  | ↘947 | →947 | ↘909 | ↘823 |

## Экономика
Посёлок был построен для работников зверосовхоза «Кедровский», основным занятием которого было выращивание норок и оленей. Практически все взрослые жители были заняты в «Кедровском». После распада СССР в отрасли наступил кризис, что не могло не сказаться на благосостоянии населения.